# Ivana Hong
Ivana Hong (Worcester, Massachusetts, 11 de diciembre de 1992) es una gimnasta artística estadounidense, campeona del mundo en 2007 en el concurso por equipos.

## Carrera deportiva
En el Mundial de Stuttgart 2007 gana el oro en el concurso por equipos; Estados Unidos queda por delante de China y Rumania, sus cinco compañeras de equipo fueron: Shawn Johnson, Alicia Sacramone, Nastia Liukin, Shayla Worley y Samantha Peszek.
En el Mundial celebrado en Londres en 2009 gana el bronce en la barra de equilibrio, tras la china Deng Linlin y la australiana Lauren Mitchell.